# Angelogelasinus naganoensis
Angelogelasinus naganoensis är en tvåvingeart som först beskrevs av Tokuichi Shiraki 1933.  Angelogelasinus naganoensis ingår i släktet Angelogelasinus och familjen borrflugor. Inga underarter finns listade i Catalogue of Life.